# Castel Arnstein
Castel Arnstein (in tedesco Burg Arnstein) è stato un castello nella frazione di Maria Raisenmarkt nel comune austriaco di Alland nel distretto di Baden, in Bassa Austria ed è ridotto da secoli in rovine.

## Storia

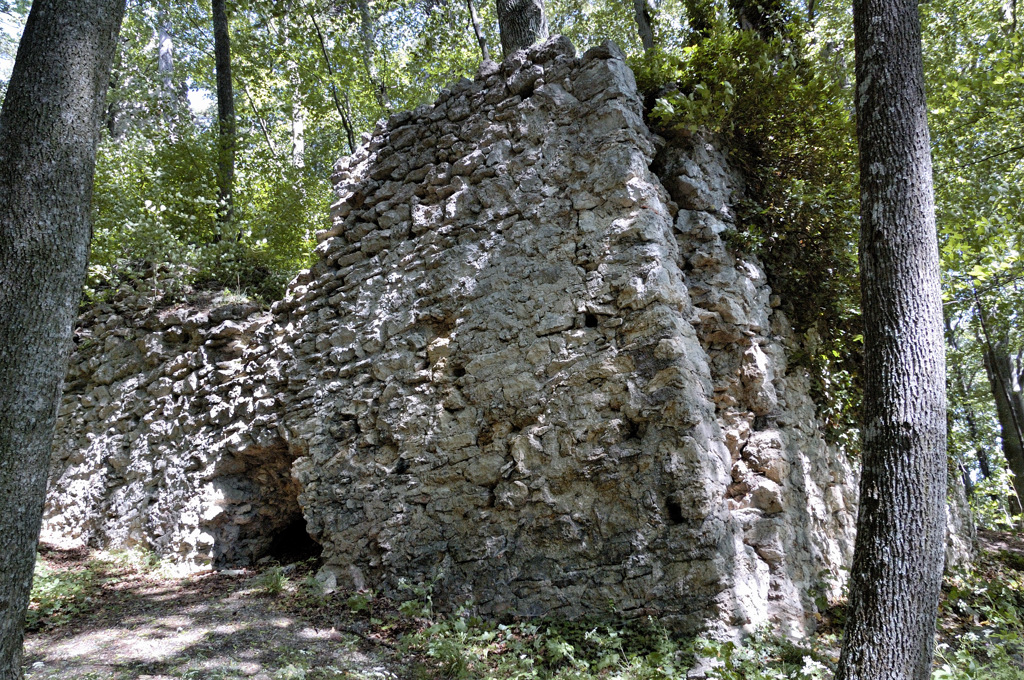
Antica struttura fortificata quasi completamente nascosta dalla vegetazione

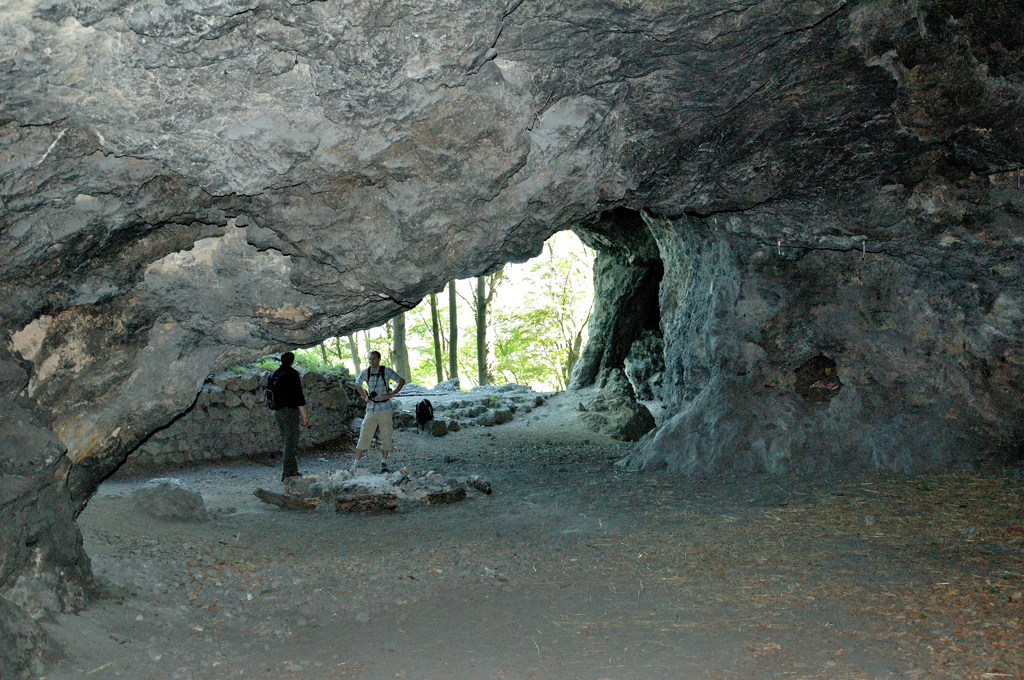
Grotta sotto le rovine

Il castello venne edificato probabilmente dalla famiglia nobile degli Arnstein nel XII secolo e nel 1329 già risultò proprietà di un'altra famiglia. Venne quasi certamente distrutto dai turchi nella prima metà del XVI secolo e da allora non è stata più ricostruito.

## Descrizione
Le antiche mura sono in parte colonizzate dalla vegetazione arborea che vi cresce accanto e sono diventate un sito molto frequentato dai turisti. L'altura sulla quale sorge la rovina del castello di Arnstein ha una grotta di notevoli dimensioni che potrebbe essere stata utilizzata come scuderia della fortezza.